# Abrochia aurantivena
Abrochia aurantivena là một loài bướm đêm thuộc phân họ Arctiinae, họ Erebidae.